# IndyCar
IndyCar, LLC（インディカー）は、アメリカ合衆国のオープンホイールカー・レース統括組織である。2010年までは「インディ・レーシング・リーグ」(Indy Racing League, IRL) の名称で活動していた。車体を指す"IndyCar"と区別するために"INDYCAR"と表記されることもある。
2023年現在、IndyCarの商標は、ペンスキー・コーポレーションの子会社であるペンスキー・エンターテイメント・コーポレーションを介して、ロジャー ・ペンスキーによって所有されている。ペンスキーは2019年11月に、インディカーとインディアナポリス・モーター・スピードウェイをハルマン・アンド・カンパニーから買収した。

## 概要

### 設立
1994年、トニー・ジョージによって前身となるIRLが設立され、1996年に同名のシリーズを開始した。インディカーはUSACから離れた1979年以来、CARTが認可を行っていたが、トニー・ジョージはF1の様に少数の裕福なチームが複数台出走させ、技術が大きなウェイトを占めるインディカーに対して、より低コストで参戦できるオープンホイール・レースとしてIRLを構想していた。初めはその構想を信じたいくつかの小規模なチームがIRLに引き付けられただけだったが、後には分離する前のCARTのシリーズと同様な物となった。

### 変革
開始当初、シリーズとジョージは各種メディアやCART参戦チームによる批判を受けた。初期のIRLはまばらなスケジュールと未知のドライバー、未経験なチームから成り、メインイベントであるインディ500でさえそのレベルを問われる物であった。しかしながらスケジュールは充実し、ドライバーの力量も向上していった。IRLは2000年からCARTチームの受け入れを始め、2003年よりホンダ、トヨタが揃ってCARTよりIRLへ移籍表明を行ってからはそれまでの有力CART参戦ドライバー、チームも挙って移籍に追随し、一気に北米オープンホイール・レースのメジャーへと取って変わった。同年トップカテゴリーの名称を「インディカー・シリーズ」に変更。IRLはFIAの様に運営組織の名称として残された。一方CARTは2003年に破産。2004年からのチャンプカー・ワールド・シリーズへの名称変更した。そして2008年にはチャンプカーを吸収統合した。このように運営団体が分裂していた間、同じくアメリカで開催されるNASCARに人気が移った。

### 新体制
2010年2月、ジョージに代わり競技長のランディ・バーナードがCEOに就任した。バーナードはシリーズの発展の為、2012年シーズンに向けて新しいエンジンとシャシーのパッケージの、アイコニックプロジェクトも監督した。
2011年、IRLは"INDYCAR"に名称を変更した。

## レースシリーズ
ヨーロッパにおいて、F1を頂点に掲げF2やF3などの中級、下級カテゴリが存在するように、北米のオープンホイールレースにも下記のランク付けがある（上に書かれているものほどランクが高い）。これらのレースはIndyCarが育成団体「ロード・トゥ・インディ」を通じて運営する。
- NTT インディカー・シリーズ
  - 北米最高峰のオープンホイールレース。世界三大レースのひとつ、インディ500を筆頭に、オーバルトラック、ロードコース、市街地コースでレースが行われる。ドライバーは国籍はもちろん経歴も多様で、以下のカテゴリから昇格する者はもちろんF1など他のフォーミュラカーレースから転向する者もいる。
- インディNXT
  - インディカー・シリーズの直下に位置するカテゴリー。インディカー・シリーズをサポートする役割も持っており、レースが併催されることもある。
- インディ・プロ2000チャンピオンシップ
  - F3と同等規格の車で行われるカテゴリー。4つのレースシリーズの中では最も歴史が長く、1986年より開催されている。以前はメインスポンサーがマツダとグッドイヤーだった。
- クーパータイヤ U.S.F2000・ナショナル・チャンピオンシップ
  - フォーミュラ・フォードの一種に分類されるジュニア・フォーミュラカテゴリー。1991年から2006年まで開催されていたものを、IndyCarが復活させる形で2010年より再開した。レースは一部を除いてスター・マツダ・チャンピオンシップと同日程で開催される。

## ポイントシステム
このポイントシステムはインディカー・シリーズとインディ・ライツに適用される。すべてのドライバーにポイントが与えられ、シリーズ中最も出走台数が多いインディ500の33台に合わせて33位まで設定されている。
| 順位     | 1st | 2nd | 3rd | 4th | 5th | 6th | 7th | 8th | 9th | 10th | 11th | 12th | 13th | 14th | 15th | 16th | 17th | 18th-24th | 25th-33rd |
| -------- | --- | --- | --- | --- | --- | --- | --- | --- | --- | ---- | ---- | ---- | ---- | ---- | ---- | ---- | ---- | --------- | --------- |
| ポイント | 50  | 40  | 35  | 32  | 30  | 28  | 26  | 24  | 22  | 20   | 19   | 18   | 17   | 16   | 15   | 14   | 13   | 12        | 10        |

さらにインディ500を除くレースでは、ポール・ポジションを獲得すると1ポイント、最多ラップリードを記録すると2ポイントが与えられる。

## 死亡事故
IndyCarがIRLとして発足した1996年以来、上記4つのシリーズで事故によって以下のドライバーが死去している。(日付は現地時間)
- スコット・ブレイトン - 1996年5月17日,インディ500練習走行中
- トニー・レナ - 2003年10月22日,ファイアストンのプライベートテスト中
- ポール・ダナ - 2006年3月26日,トヨタ・インディ300練習走行中
- ダン・ウェルドン - 2011年10月16日,ラスベガス・ワールドチャンピオンシップ決勝レース中
- ジャスティン・ウィルソン - 2015年8月24日,ABCサプライ500決勝レース中

## ギャラリー

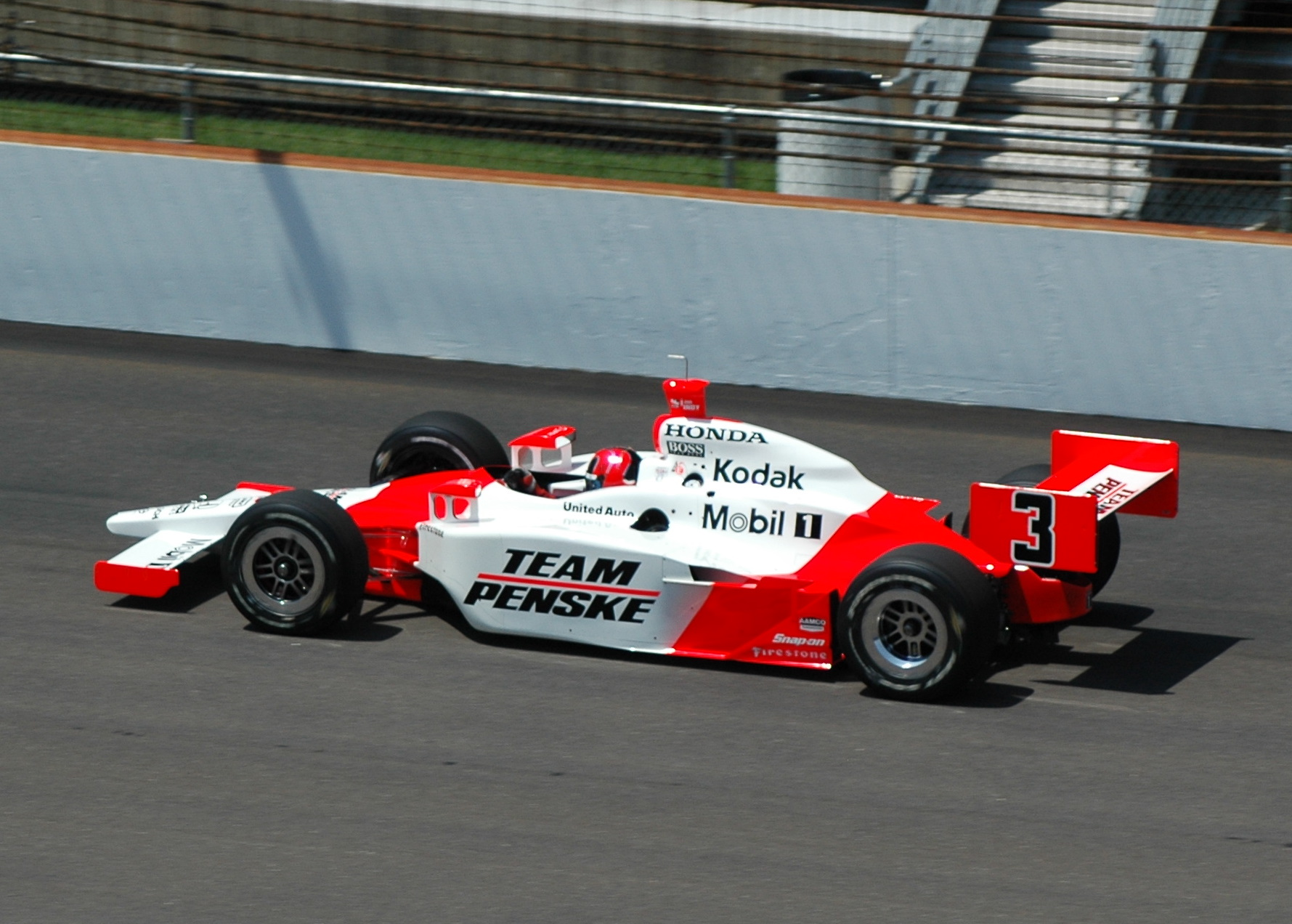
2007年インディ500、予選でのエリオ・カストロネベス。
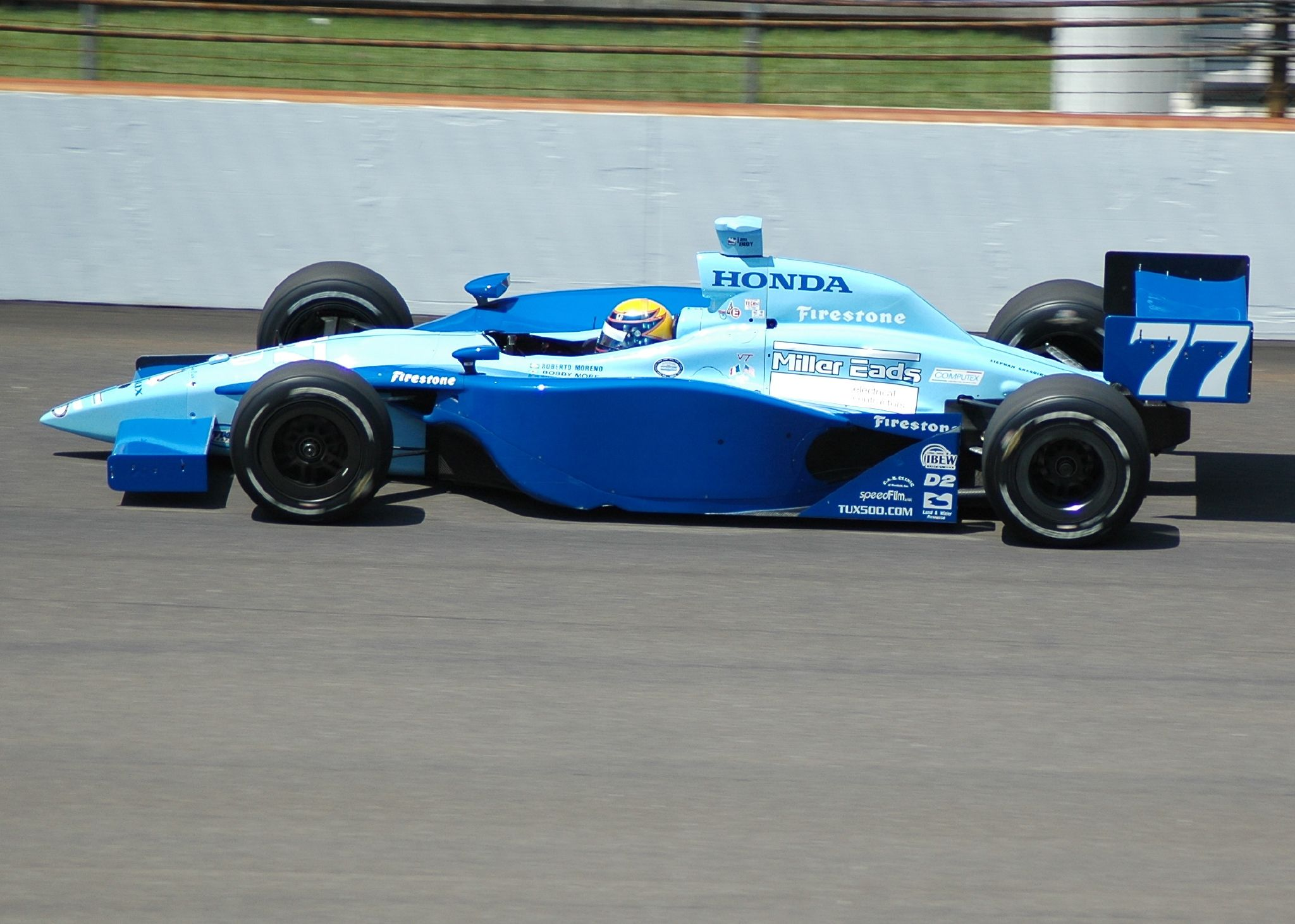
2007年インディ500、予選でのロベルト・モレノ。
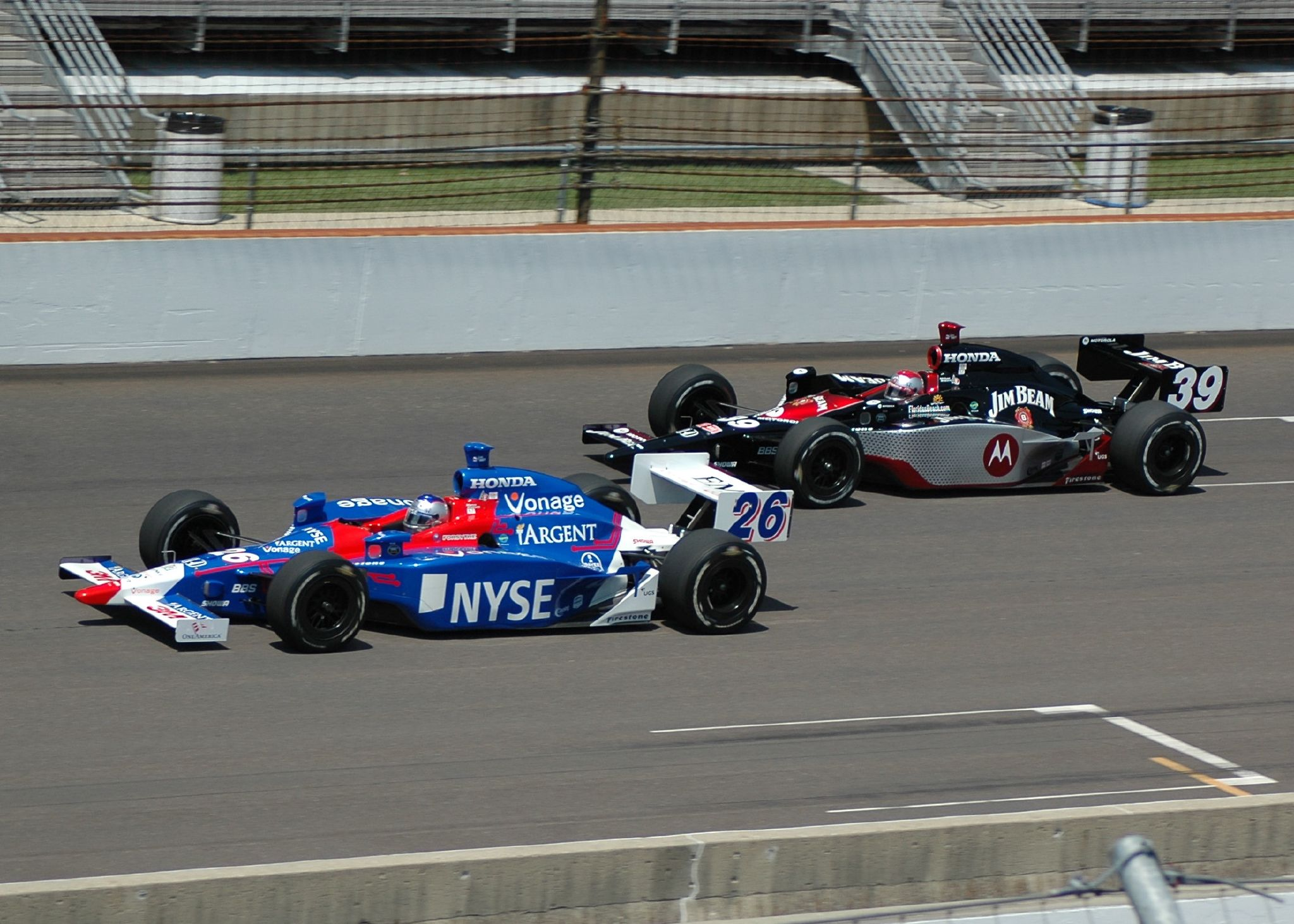
2007年インディ500、予選でのマルコ・アンドレッティ（左）と、父親のマイケル・アンドレッティ。
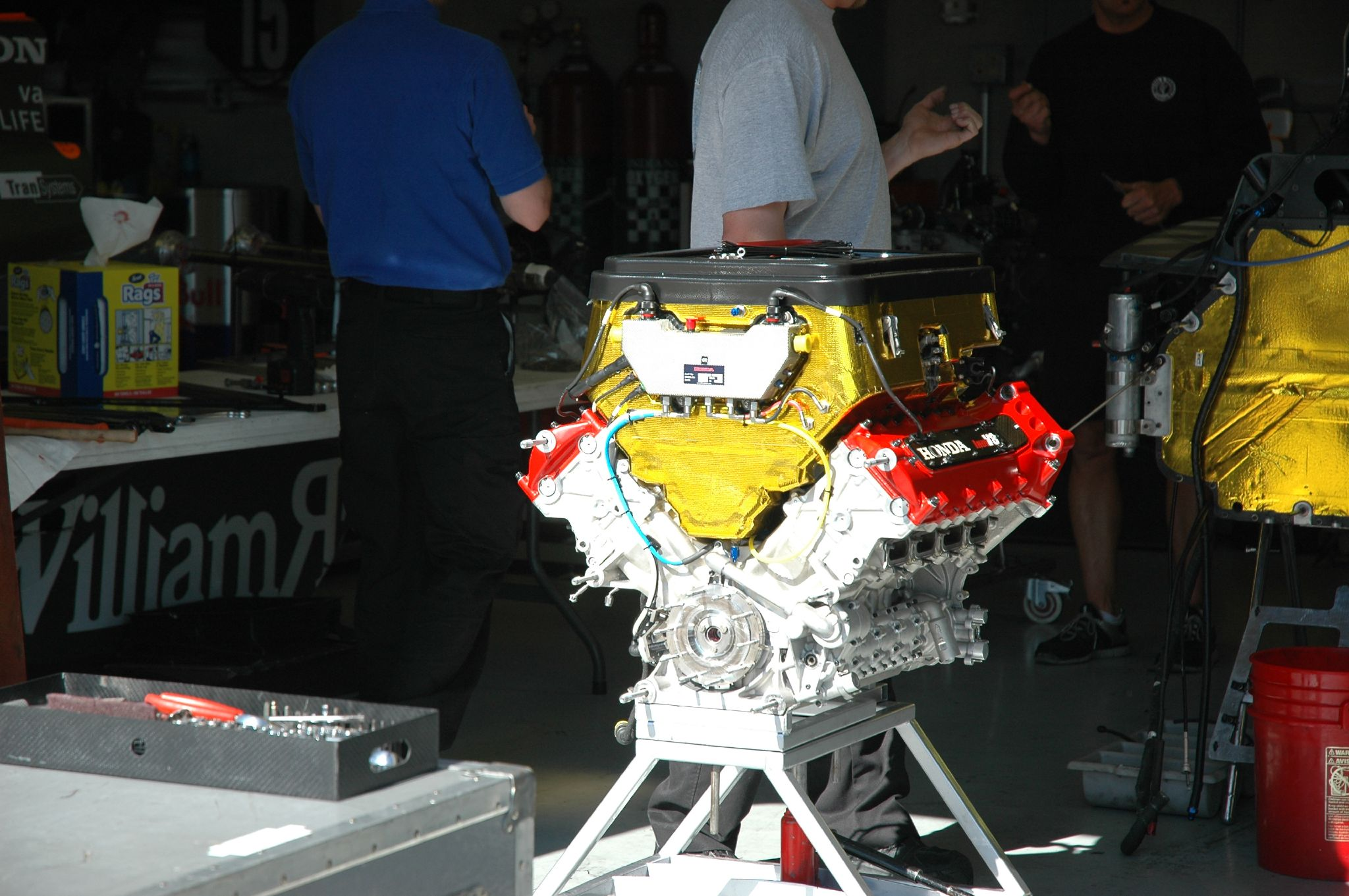
2007年から2011年シーズンまで使用されたホンダ・Indy V8エンジン。